# 西丹沢
西丹沢（にしたんざわ）は神奈川県北西部に広がる丹沢山地の西側地域の通称である。愛称はニシタン。

## 概要
丹沢山地の主稜線部にあたる塔ノ岳〜丹沢山〜蛭ヶ岳を中心として、東側を東丹沢、西側を西丹沢、南側を表丹沢（南丹沢）、北側を北丹沢（裏丹沢）と山地を4地域に分けて呼ぶ際の1地域である。
範囲については明確な定義はなく、特に稜線部では地域が重複する場合が多いが、4地域に分ける際は、酒匂川水系上流部の玄倉川、中川川、世附川流域およびその周辺地域を西丹沢と呼ぶことが多い。
下の図は4地域に分けた際の一例であるが、東丹沢と西丹沢の2地域に大きく分ける場合もあり、その場合は蛭ヶ岳〜檜洞丸周辺が東西の境界となることが多い。

## 地理

### 主な山稜
- 丹沢主稜（たんざわしゅりょう）
  - 山地最高峰の蛭ヶ岳より西側へ檜洞丸、犬越路、大室山、畦ヶ丸、菰釣山へと連なり、三国山に至る稜線。大室山以西の神奈川・山梨県境区間は一般に甲相国境尾根と呼ばれる。蛭ヶ岳〜大室山の稜線より北側の神ノ川（かんのがわ）流域は北丹沢地域にあたる。
- 同角山稜（どうかくさんりょう）
  - 檜洞丸付近から南東に伸びる稜線。同角ノ頭や大石山などの山がある。
- 石棚山稜（いしだなさんりょう）
  - 檜洞丸から南西に伸びる稜線。テシロノ頭や石棚山などの山があり、石棚山南中腹には西丹沢県民の森がある。
- 甲相国境尾根（こうそうこっきょうおね）
  - 大室山から三国山にかけての神奈川・山梨県境の尾根。丹沢主稜の一部であるが、この名で呼ばれることが多い。
- 三国山稜（みくにさんりょう）
  - 三国山から富士山麓の籠坂峠へ伸びる稜線。広義の丹沢山地に含まれる稜線で、山梨・静岡県境をなす。
- 神奈川・静岡県境尾根（- けんきょうおね）
  - 三国山より東側に伸び不老山へ至る、神奈川・静岡県境をなす尾根。丹沢山地で唯一サンショウバラが自生する尾根である。
- 檜岳山稜（ひのきだっかさんりょう）
  - 玄倉川の南側にある稜線。雨山、檜岳などの山があり、稜線の延長線上には大野山がある。稜線より南東側は表丹沢地域として扱われることもある。

### 主な川

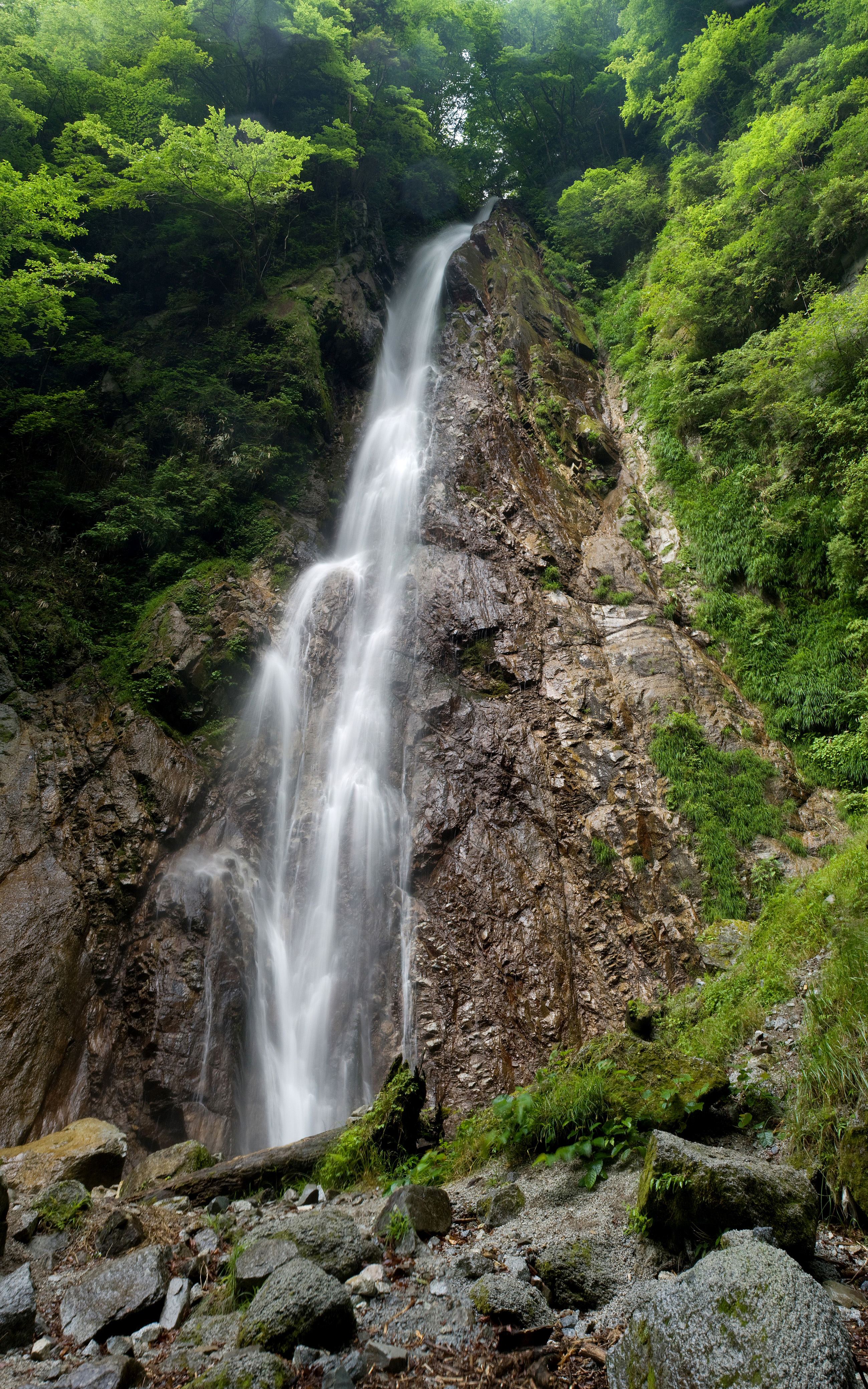
中川川・西沢上流部にある本棚

- 玄倉川
  - 箒杉沢
  - 熊木沢
  - ユーシン沢
  - 檜洞（ひのきぼら）
  - 雨山沢
  - 同角沢
  - 仲ノ沢
  - 小菅沢

- 中川川
  - 用木沢
  - 白石沢
  - 東沢
  - 西沢
  - 大滝沢
  - 笹子沢
  - 戸沢

- 世附川
  - 金山沢
  - 大棚沢
  - 土沢
  - 悪沢
  - 白水ノ沢
  - シキリ沢
  - 法行沢
  - 大又沢

### 主な滝
西丹沢地域の滝は〇〇棚（-たな、-だな）と呼ばれるものが多く、〇〇滝と呼ばれるものは少ない。
- 大棚
- 夕滝
- 白石の滝
- 本棚（ほんだな）
- 下棚（しもんたな）
- 涸棚
- 雨棚（あまんたな）
- 地獄棚
- 黒棚
- 遺言棚
- ボウズクリの滝

## 登山

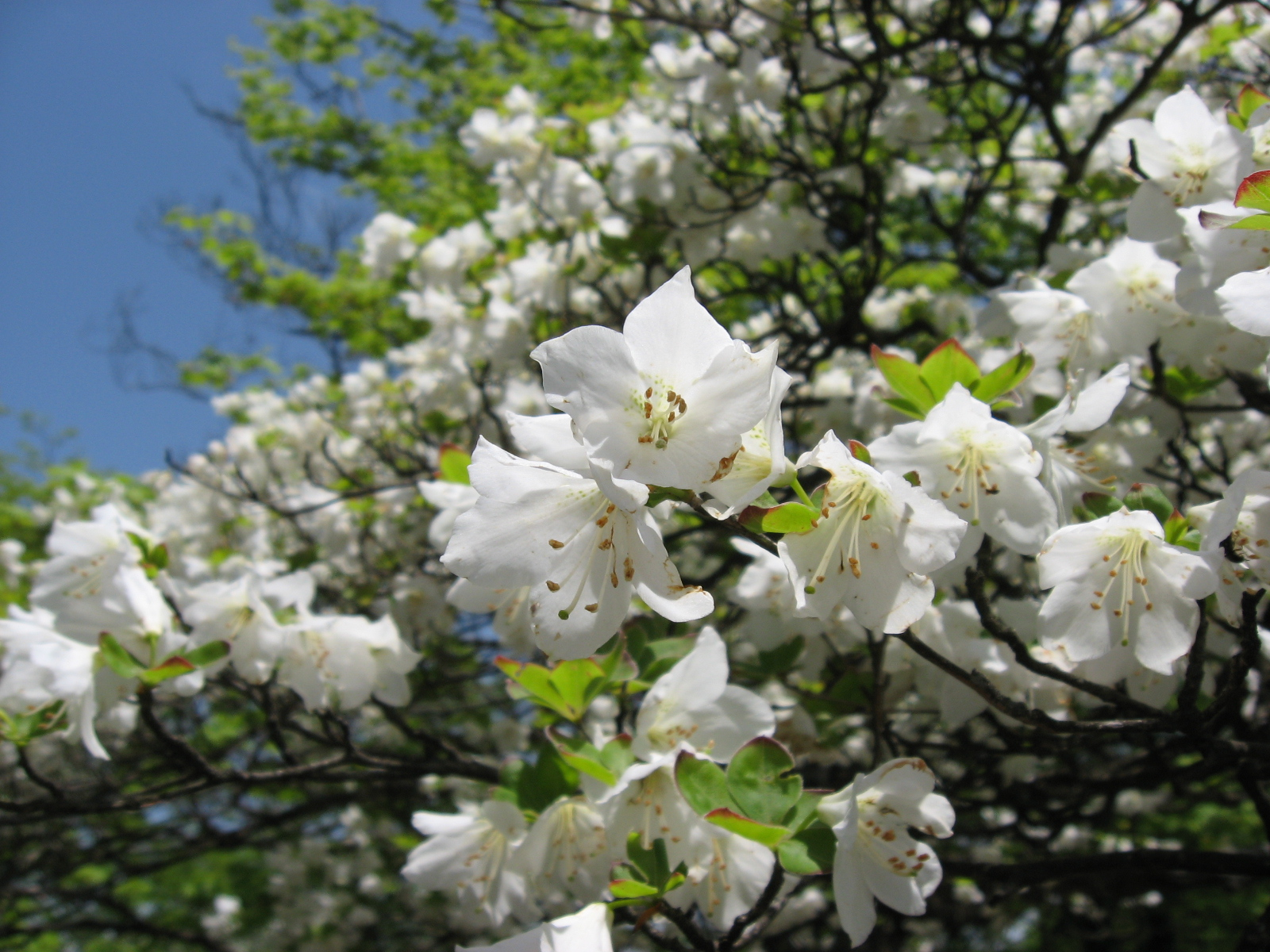
檜洞丸のシロヤシオ

西丹沢の登山基地（登山口）として最も多く利用されているのが小田急小田原線新松田駅（御殿場線松田駅）より路線バス1本でアクセスできる西丹沢ビジターセンター（旧西丹沢自然教室。以下ビジターセンター）である。ビジターセンター付近からは西丹沢の盟主として知られる檜洞丸(1,601m)や大室山(1,588m)、畦ヶ丸(1,293m)など複数の方面へ登山道が伸びており、四季を通じて多くの登山者が訪れる。檜洞丸への登山道は「ツツジ新道」の名で親しまれ、その名の通りツツジ（シロヤシオとトウゴクミツバツツジ）が登山道沿いに多く自生しており、花期にあたる5月下旬〜6月上旬は多くの登山者で賑わう。ツツジのシーズンにはバス便の増発が行われる。
ビジターセンターに次いで登山者が多い登山口は丹沢湖畔の玄倉（くろくら）である。玄倉へも小田急線新松田駅よりバスが出ている（※玄倉はビジターセンター行きバスの経由地である）。玄倉からはユーシン渓谷の名で知られる玄倉川に沿って伸びる玄倉林道方面へ向かうハイカーが多い。
御殿場線の山北駅もしくは谷峨駅から直接登れる大野山や、同線駿河小山駅前より登れる不老山は山頂までの行程が2〜3時間と手軽に登れることから、初心者向けの山として人気がある。不老山周辺の神奈川・静岡県境尾根は丹沢山地唯一のサンショウバラ（ハコネバラ）の自生地として知られている。
大棚ノ頭や菰釣山などの峰々が連なる神奈川・山梨県境の甲相国境尾根はアクセスが非常に悪く、マイカーやタクシー利用でないとアクセスは困難である。尾根北側の道志川沿いに走る国道413号（どうしみち）に富士急行線富士山駅または都留市駅からの路線バスが走っているが、平日のみ1日2本の運行（冬季および土休日は運休）で、駅から各バス停まで1時間〜1時間20分ほどかかるため、日帰りでの利用は難しい。
この甲相国境尾根の登山者は檜洞丸などと比べると非常に少なく、登山道は場所によっては笹が深く生い茂っているところもあるが、尾根登山道が東海自然歩道に指定されているため、道標整備がしっかりされており、コース選択に迷うような箇所は少ない。

### 山開き

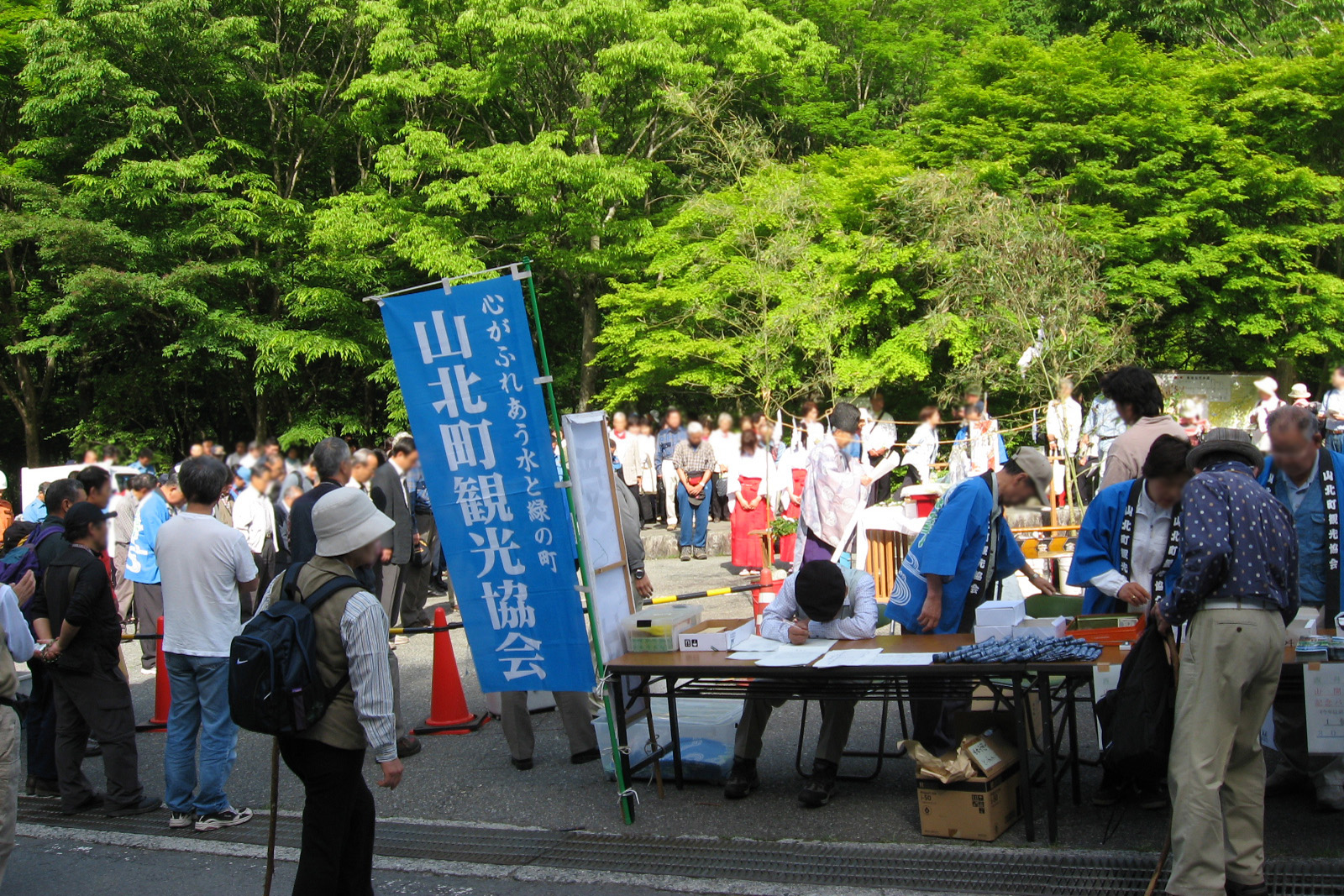
西丹沢山開きの様子（2007年5月）

西丹沢は1年を通して登山が楽しめる山域であるが、毎年、登山者の安全を祈願する山開きが西丹沢南部の大野山と北部の西丹沢ビジターセンター前において行われる。
大野山では、4月29日（昭和の日）に「大野山開き」の名で開催され、県営牧場が広がる山頂において先着1,000名に牛乳が無料配布される。また、地元特産の農産物やシカ汁の即売も行われ、多くの観光客で賑わう。
檜洞丸などの登山口にある西丹沢ビジターセンターでは、ツツジの開花時期に合わせた5月の最終日曜日に西丹沢ビジターセンター前の駐車場（雨天時は西丹沢ビジターセンター内）において「西丹沢山開き」の名で開催される。式典では西丹沢地域を管轄する松田警察署より安全登山の呼びかけが行われ、先着順で記念品の贈呈や記念バッジの販売が行われる。

## 観光・キャンプ
玄倉川、中川川、世附川の3河川が流入する丹沢湖（三保ダムのダム湖）周辺は観光地として整備されており、湖面でのマス・ブラックバス釣りやボート遊び、湖岸道路のサイクリングなどが楽しめる。三保ダムの周辺は紅葉スポットとして有名で、11月中〜下旬には遊歩道が整備されたダム公園のモミジやイチョウなどの紅葉を目当てに多くの観光客が訪れる。
湖周辺では毎年恒例のイベントがあり、8月には三保中学校付近の湖畔で打ち上げが行われる「丹沢湖花火大会」が、11月最終日曜日には4000名のランナーが走る「丹沢湖マラソン」（ハーフマラソン）が開催される。
中川川に沿って走る神奈川県道76号沿いにはキャンプ場が多数あり、夏はキャンプ客で賑わう。中川川の下流地域には「信玄の隠し湯」の別名を持つ中川温泉があり、町営の日帰り入浴施設「ぶなの湯」は多くの観光客に利用されている。